# درک بوگارد
دِرک بوگارد (به انگلیسی: Sir Dirk Bogarde) (زاده ۲۸ مارس ۱۹۲۱ – درگذشته ۸ مه ۱۹۹۹) بازیگر انگلیسی و یکی از محبوب‌ترین بازیگران نقش اول مرد بریتانیا در دهه ۱۹۵۰ میلادی بود. درک بوگارد از سال ۱۹۳۹ فعالیت حرفه‌ای خود را آغاز کرد و در ۱۹۹۲ موفق به دریافت لقب شوالیه شد.
سبک بازیگری درک بوگارد متأثر از سنت بازیگری انگلیسی بود؛ وی در فیلم‌هایی که بازی کرد عمدتاً خونسرد، با طمأنینه و همواره با فاصله‌ای مشخص از نقش ظاهر شد.

## فیلمشناسی
- کوارتت (۱۹۴۸)
- باج‌گیری (۱۹۵۱)
- برای بهتر، برای بدتر (۱۹۵۴)
- سیمبا (۱۹۵۵)
- دکتر در دریا (۱۹۵۵)
- داستان دو شهر (۱۹۵۸)
- تهمت (۱۹۵۹)
- ترانه بی‌پایان (۱۹۶۰)
- آوازه‌خوان نه آواز (۱۹۶۱)
- پیشخدمت (۱۹۶۳)
- عزیز (۱۹۶۵)
- تصادف (۱۹۶۷)
- تعمیرکار (۱۹۶۸)
- اوه! چه جنگ دلپذیری (۱۹۶۹)
- مرگ در ونیز (۱۹۷۱)
- هتلبان شب (۱۹۷۴)
- پراویدنس (۱۹۷۷)
- پلی در دوردست (۱۹۷۷)
- نومیدی (۱۹۷۸)